# إقليم أوماهيكي
أوماهيكي، هو أحد أقاليم ناميبيا الأربعة عشر، يقع على حدود ناميبيا الشرقية وهو الامتداد الغربية لصحراء كلهاري. أما الاسم فهو مشتق من لغة هيريرو. عاصمة الإقليم هي غوبابيس.